# Magyarország az 1998-as fedett pályás atlétikai Európa-bajnokságon
Magyarország a spanyolországi Valenciában megrendezett 1998-as fedett pályás atlétikai Európa-bajnokság egyik részt vevő nemzete volt. Az ország a versenyen 10 sportolóval képviseltette magát.

## Érmesek
| Érem  | Versenyző   | Versenyszám | Dátum      |
| ----- | ----------- | ----------- | ---------- |
| Ezüst | Szabó Dezső | Hétpróba    | március 1. |
| Bronz | Varga Judit | 800 m       | március 1. |

## Eredmények

### Férfi
| Versenyző       | Versenyszám | Előfutam | Előfutam | Előfutam | Elődöntő | Elődöntő | Elődöntő | Döntő   | Döntő    |
| Versenyző       | Versenyszám | Idő      | Hely.    | Össz.    | Idő      | Hely.    | Össz.    | Idő     | Helyezés |
| --------------- | ----------- | -------- | -------- | -------- | -------- | -------- | -------- | ------- | -------- |
| Dobos Gábor     | 60 m        | 6,68     | 4.       | 14.      | 6,67     | 6.       | 9.       | kiesett | kiesett  |
| Dobos Gábor     | 200 m       | 21,80    | 5.       | 28.      | kiesett  | kiesett  | kiesett  | kiesett | kiesett  |
| Gyulai Miklós   | 60 m        | 6,74     | 4.       | 23.      | kiesett  | kiesett  | kiesett  | kiesett | kiesett  |
| Gyulai Miklós   | 200 m       | 21,18    | 2.       | 14.      | 21,49    | 5.       | 12.      | kiesett | kiesett  |
| Csillag Levente | 60 m gát    | 7,71     | 2.       | 15.      | 7,69     | 7.       | 13.      | kiesett | kiesett  |

| Versenyző      | Versenyszám | Selejtező | Selejtező | Döntő    | Döntő    |
| Versenyző      | Versenyszám | Eredmény  | Helyezés  | Eredmény | Helyezés |
| -------------- | ----------- | --------- | --------- | -------- | -------- |
| Czingler Zsolt | Hármasugrás | 16,82 m   | 6.        | 16,56 m  | 9.       |

| Versenyző   | Versenyszám | 60 m | 60 m | Távolugrás | Távolugrás | Súlylökés | Súlylökés | Magasugrás | Magasugrás | 60 m gát | 60 m gát | Rúdugrás | Rúdugrás | 1000 m  | 1000 m | Végeredmény | Végeredmény |
| Versenyző   | Versenyszám | Idő  | Pont | Eredmény   | Pont       | Eredmény  | Pont      | Eredmény   | Pont       | Idő      | Pont     | Eredmény | Pont     | Idő     | Pont   | Pont        | Helyezés    |
| ----------- | ----------- | ---- | ---- | ---------- | ---------- | --------- | --------- | ---------- | ---------- | -------- | -------- | -------- | -------- | ------- | ------ | ----------- | ----------- |
| Szabó Dezső | Hétpróba    | 7,00 |      | 7,50 m     |            | 14,40 m   |           | 2,02 m     |            | 8,09     | 959      | 5,30 m   |          | 2:38,12 |        | 6249        |             |

### Női
| Versenyző      | Versenyszám | Előfutam | Előfutam | Előfutam | Elődöntő | Elődöntő | Elődöntő | Döntő   | Döntő    |
| Versenyző      | Versenyszám | Idő      | Hely.    | Össz.    | Idő      | Hely.    | Össz.    | Idő     | Helyezés |
| -------------- | ----------- | -------- | -------- | -------- | -------- | -------- | -------- | ------- | -------- |
| Varga Judit    | 800 m       | 2:04,18  | 3.       | 5.       | 2:04,15  | 2.       | 6.       | 2:03,81 |          |
| Tusai Brigitta | 1500 m      | 4:18,42  | 4.       | 9.       |          |          |          | 4:18,44 | 7.       |

| Versenyző        | Versenyszám | Selejtező | Selejtező | Döntő    | Döntő    |
| Versenyző        | Versenyszám | Eredmény  | Helyezés  | Eredmény | Helyezés |
| ---------------- | ----------- | --------- | --------- | -------- | -------- |
| Szabó Zsuzsanna  | Rúdugrás    | 4,10 m    | 1.        | 4,15 m   | 6.       |
| Szemerédi Eszter | Rúdugrás    | 4,10 m    | 1.        | 4,15 m   | 7.       |
| Bolla Edit       | Rúdugrás    | 4,00 m    | 11.       | kiesett  | kiesett  |